# Schron turystyczny „Losertówka” na Babiej Górze
Schron turystyczny „Losertówka” na Babiej Górze – nieistniejący górski schron turystyczny w Beskidzie Żywiecko-Orawskim na szczycie Babiej Góry, położony na wysokości 1724 m n.p.m.

## Historia
Pierwszy schron powstał w rejonie szczytowym Babiej Góry w 1806 dla arcyksięcia Józefa Antoniego Habsburga (tzw. schron arcyksiążęcy), ale uległ szybkiemu zniszczeniu. Kolejnym obiektem był schron „Losertówka” na północno-wschodnim spłaszczeniu szczytu, oddany do użytku i poświęcony 26 sierpnia 1852 z inicjatywy i funduszy hrabiego Filipa Ludwika de Saint Genois. Stała na wysokości około 1724 m n.p.m. W 1854 zniszczeniu uległ dach budowli, ale sklepienie było jeszcze całe. 23 lipca 1855 potężna burza zawaliła południowo-wschodnie naroże sklepienia. Do początku XX wieku przetrwały fragmenty ścian, których resztki stały jeszcze po 1920. W latach 30. XX wieku pamięć o obiekcie zanikła zupełnie. Pamięci historycznej przywrócił ją dopiero Juliusz Zborowski w 1936, ale jej lokalizację ustalono dopiero w 1977. Okoliczności i datę powstania zbadano w 1978.
Obecnie widoczne są jeszcze ślady fundamentów schronu.

## Architektura
Obiekt wzniesiono z lokalnego piaskowca na planie kwadratu (około 4 × 4 metry). Sklepienie było krzyżowe. W każdej ścianie istniało okno (łącznie trzy) i drzwi od frontu. Przy powierzchni 8 m² schron mógł pomieścić do dwudziestu osób. Miejscowi górale nazywali go kaplicą, gdyż architektonicznie czerpał z typowych kapliczek babiogóskich.

## Nazwa
Józef Łepkowski genezę nazwy tłumaczył w 1853 uczczeniem przez fundatora postaci Józefa Losertha, starosty wadowickiego, aktywnie zwalczającego uczestników rzezi galicyjskiej (starostowie z Tarnowa i Bochni raczej sprzyjali rabantom).